# Naczynie krwionośne

Schemat układu krążenia człowieka

Naczynie krwionośne – część układu krążenia służąca do transportowania krwi przez organizm. Są trzy główne rodzaje naczyń krwionośnych: tętnice (odbierające krew z serca), włośniczki (za pośrednictwem których następuje wymiana substancji między krwią a tkankami) i żyły (przenoszące krew z powrotem do serca). Tętnice rozdzielają się na tętniczki i dalej na naczynia włosowate, które z kolei łączą się w żyłki i dalej w żyły.
Praca naukowa z 2022 roku szacuje całkowitą długość wszystkich naczyń krwionośnych u człowieka na 9000-19000 km.

## Fizjologia
Naczynia krwionośne nie biorą aktywnego udziału w transportowaniu krwi. Tętnice, a także – do pewnego stopnia – żyły mogą zmieniać swoją średnicę dzięki działaniom warstwy mięśniowej. Przykładowym czynnikiem wywołującym wazokonstrykcję jest wazopresyna, zaś wazodylatację – tlenek azotu(II). Regulacje takie są kontrolowane przez autonomiczny układ nerwowy. Pozwalają one na regulowanie przepływu krwi oraz są wykorzystywane w termoregulacji.
Tlen (związany z hemoglobiną w czerwonych krwinkach) jest najważniejszą substancją przenoszoną przez krew. W tętnicach nasycenie hemoglobiny tlenem wynosi 97%, a ciśnienie cząstkowe tlenu jest równe 95 mm Hg. W żyłach natomiast hemoglobina jest wysycona tlenem średnio w 70%, zaś ciśnienie cząstkowe tlenu jest równe około 40 mm Hg. W małym krwiobiegu wartości te są odwrócone. Tętnica płucna prowadzi do płuc krew z niską zawartością tlenu, aby została tam natlenowana, zaś żyła płucna wyprowadza z płuc krew z wysoką zawartością tlenu; mimo to terminy krew tętnicza i krew żylna oznaczają, odpowiednio, krew natlenowaną i krew odtlenowaną.
Ciśnienie krwi w naczyniach krwionośnych jest tradycyjnie wyrażane w milimetrach słupa rtęci (1 mm Hg = 133 Pa). Średnia wartość ciśnienia krwi w tętnicach u dorosłego człowieka wynosi około 120 mm Hg przy skurczu i 80 mm Hg przy rozkurczu. Dla porównania ciśnienie krwi w układzie żylnym nie zmienia się w rytm skurczów serca, natomiast zależy ono od aktualnej pozycji ciała i umiejscowienia oraz rodzaju żyły. Dla dorosłego człowieka w pozycji leżącej różni się ono o 10–15 mm Hg, przy czym w żyłach głównych jest najniższe (około 0 mm Hg), natomiast w żyłkach najwyższe.
Przenikalność śródbłonka jest decydująca dla przekazywania substancji dla tkanek. Jest ona zwiększona podczas stanu zapalnego w odpowiedzi na działanie histaminy, prostaglandyn i interleukin. Zjawisko to leży u podłoża większości objawów zapalenia (opuchliznę, zaczerwienienie i ocieplenie).

## Choroby
Naczynia krwionośne mają ogromne znaczenie w niemal każdym schorzeniu. Przykładowo nowotwór złośliwy nie może się rozwijać jeśli nie wywoła angiogenezy (nie wytworzy nowych naczyń krwionośnych), aby zapewnić dla siebie niezbędne substancje. Natomiast choroba niedokrwienna serca, wywołana najczęściej przez miażdżycę tętnic wieńcowych jest najpowszechniejszą przyczyną śmierci na świecie.
Przenikalność naczyń krwionośnych jest zwiększona podczas zapalenia. Fizyczny uraz może doprowadzić do krwawienia w wyniku uszkodzenia śródbłonka. Natomiast niedrożność naczynia krwionośnego w wyniku miażdżycy, zakrzepu lub obecności ciała obcego prowadzi do niedokrwienia tkanek podlegających danej tętnicy, lub nawet ich nekrozy. W naczyniu krwionośnym, w którym wystąpiły problemy z drożnością, powstają zawirowania w przepływie krwi, podczas gdy normalnie jest on laminarny. Zawirowania te „dopychają” cholesterol lub chylomikrony do śródbłonka, powiększając w ten sposób zator.
Układowe zapalenia naczyń powstają w wyniku choroby autoimmunologicznej lub infekcji.